# Orthosia nigromaculata
Orthosia nigromaculata är en fjärilsart som beskrevs av Hermann Höne 1917. Arten ingår i släktet Orthosia och familjen nattflyn. Inga underarter finns listade i Catalogue of Life. Arten förekommer i Kina och på de japanska öarna Honshu, Shikoku, Kyushu, Tsushima och  Yakushima.